# Râul Zemeș
Râul Zemeș este un curs de apă, afluent al râului Tazlăul Sărat. 